# Harry Potter und der Gefangene von Askaban
Harry Potter und der Gefangene von Askaban (Originaltitel: Harry Potter and the Prisoner of Azkaban) ist der dritte Band der Harry-Potter-Buchreihe von Joanne K. Rowling. Die britische Erstausgabe wurde am 8. Juli 1999 veröffentlicht und umfasste 270.000 Hardcover-Exemplare.
Vor der Veröffentlichung waren 200.000 Exemplare durch Buchhandlungen bestellt worden. Journalisten und Kritiker, die bereits im Vorfeld Exemplare erhielten, mussten dafür eine Vertraulichkeitsvereinbarung unterzeichnen. Um zu verhindern, dass junge Fans der Reihe am Tag des Erscheinens (einem Donnerstag) die Schule schwänzten um früher ein Exemplar zu bekommen, durfte der Verkauf landesweit erst um 15:45 starten. Ende 1999 wurde das Buch mit dem Nestlé Smarties Book Prize ausgezeichnet, wie bereits seine zwei Vorgänger-Bände.
Die deutsche Erstauflage erschien im August 1999 im Carlsen Verlag mit 30.000 Exemplaren. Wie bei allen anderen deutschsprachigen Harry-Potter-Bänden stammte die Übersetzung von Klaus Fritz und das Cover von Sabine Wilharm. In den USA wurde das Buch am 8. September 1999 mit einer Startauflage von 500.000 Stück veröffentlicht.
Der dritte Band verkaufte sich schätzungsweise 55 Millionen Mal und wurde 2004 vom mexikanischen Regisseur Alfonso Cuarón verfilmt.

## Inhalt
Der Zauberlehrling Harry Potter verbringt seine Sommerferien wie jedes Jahr bei seinen einzigen Verwandten, den Muggeln  der Familie Dursley, die ihn schlecht behandeln. Im kommenden Schuljahr in der Zaubereischule Hogwarts ist es Harrys Jahrgangsstufe erstmals erlaubt, das nahe gelegene Zaubererdorf Hogsmeade zu besuchen. Hierzu muss Harry die Erlaubniserklärung von seinem Vormund, dem fiesen Onkel Vernon Dursley, unterschreiben lassen, der dies jedoch von Harrys Wohlverhalten in den Sommerferien abhängig macht. Während des Besuchs von Tante Magda, Vernons Schwester, kritisiert diese Harry und beleidigt auch seinen Vater James Potter, was Harry derart in Wut versetzt, dass er seine Zauberkräfte nicht mehr kontrollieren kann und Magda zu einem Ballon anschwellen lässt. Damit handelt er sich nicht nur den Zorn der Dursleys ein, sondern muss auch einen Schulverweis fürchten, da dies bereits Harrys zweites Vergehen gegen das Verbot von Zauberei durch Minderjährige außerhalb der Schule ist.
Er verlässt das Haus der Dursleys, läuft ziellos durch die Straßen und begegnet dabei einem großen, schwarzen, gefährlich aussehenden Hund. Als er zurückschreckt, stolpert er und stürzt auf die Straße. Daraufhin taucht Der Fahrende Ritter auf, ein magischer Bus, der gestrandete Zauberer und Hexen an beliebige Ziele transportiert. Dieser bringt ihn nach London, zum Tropfenden Kessel, einer Zauberer-Unterkunft am Eingang zur Winkelgasse. Dort wird Harry zu seiner Überraschung vom Zaubereiminister Cornelius Fudge freundlich empfangen, der sein Malheur bereits rückgängig machen ließ und nicht vorhat, ihn zu bestrafen. Zudem darf Harry den Rest der Sommerferien im Tropfenden Kessel verbringen. Fudge bittet ihn jedoch darum, diesen nur für Besorgungen in der Winkelgasse zu verlassen.
Kurz vor Schulbeginn trifft die Familie seines besten Schulfreundes Ron Weasley im Tropfenden Kessel ein. Harry erfährt durch einen Streit zwischen Arthur und seiner Frau Molly Weasley den Grund für die Freundlichkeit Fudges: Der verurteilte Massenmörder Sirius Black ist aus dem Zauberer-Gefängnis Askaban ausgebrochen, um, wie man vermutet, Harry Potter zu töten. Black soll als mutmaßlicher Anhänger von Lord Voldemort aus Rache für dessen Fall einen Massenmord an Muggeln und einem anderen Zauberer verübt haben.
Zu Beginn des Schuljahres herrschen deutlich verschärfte Sicherheitsvorkehrungen. Auf dem Weg in die Schule stoppt der Hogwarts-Express und wird von Dementoren durchsucht. Diese rufen die schlimmsten Erinnerungen der Menschen in ihrer unmittelbaren Umgebung hervor, darum ist Harry besonders stark betroffen: Er erlebt die Tötung seiner Eltern erneut mit und bricht ohnmächtig zusammen. Der neue Lehrer für Verteidigung gegen die Dunklen Künste, Professor Lupin, vertreibt die Dementoren.
Hermine verwendet mit einer Sondererlaubnis des Ministeriums einen Zeitumkehrer, mit dessen Hilfe sie mehrere parallel laufende Unterrichtsstunden nacheinander besuchen kann, wovon Harry und Ron nichts wissen. Hagrid stellt in seiner ersten Unterrichtsstunde als neuer Lehrer Hippogreife vor. Der Hippogreif Seidenschnabel attackiert dabei Draco Malfoy, woraufhin Dracos Vater Lucius dafür sorgt, dass Seidenschnabel vom Ministerium zum Tode verurteilt wird.
Da Harry keine Erlaubnis seiner Erziehungsberechtigten vorweisen kann, darf er nicht wie die anderen Schüler am Ausflug nach Hogsmeade teilnehmen. Zum zweiten Hogsmeade-Ausflug bekommt Harry jedoch von Fred und George Weasley die Karte des Rumtreibers geschenkt. Wie sich herausstellt, wurde diese Karte einst von vier Schülern, den Rumtreibern, erschaffen. Mit Hilfe der Karte gelangt er durch einen Geheimgang nach Hogsmeade. In den Drei Besen belauscht er ein Gespräch und erfährt, dass Sirius Black sein Pate ist und seine Eltern an Voldemort verraten haben soll. Es häufen sich Hinweise darauf, dass Black sich in der Nähe von Hogwarts aufhält. Schließlich gelangt Black in die Schule und dringt sogar in den Gryffindor-Schlafsaal ein.
Harry stürzt während eines Quidditch-Spiels aus großer Höhe ab, als Dementoren über dem Spielfeld auftauchen und er wieder das Bewusstsein verliert. Professor Lupin lehrt daraufhin Harry, wie er sich mittels des Patronus-Zaubers gegen Dementoren schützen kann.
Der letzte Ausflug Harrys nach Hogsmeade wird von Draco Malfoy an Professor Snape verraten. Snape zieht Lupin zur Untersuchung des Vorfalles hinzu und Lupin nimmt die Karte der Rumtreiber an sich.
Hermines Kater Krummbein versucht seit Schuljahresbeginn, Rons Ratte Krätze zu fangen. Als Halb-Kniesel spürt Krummbein, dass mit der Ratte Krätze etwas nicht stimmt. Nachdem Sirius Black in den Gryffindor-Schlafraum eingedrungen ist, verschwindet Krätze und Ron verdächtigt Krummbein, die Ratte gefressen zu haben.
Harry und seine Freunde wollen Hagrid während der Hinrichtung Seidenschnabels Beistand leisten, finden in Hagrids Hütte Krätze und nehmen ihn mit zurück. Auf dem Rückweg zum Schloss wird Ron von dem großen schwarzen Hund, den Harry bereits in den Sommerferien beobachtet hat, angegriffen und durch einen Geheimgang unter der Peitschenden Weide in die Heulende Hütte verschleppt, wodurch Ron am Bein verletzt wird. Dort verwandelt sich der Hund in Sirius Black zurück, der ein „Animagus“ ist. Sirius will nicht Harry töten, sondern den als Krätze getarnten Peter Pettigrew, ebenfalls ein Animagus.
Professor Lupin erkennt auf der Karte des Rumtreibers, wo sich Harry, Ron und Hermine befinden und dass noch eine vierte Person bei ihnen ist. Er eilt ihnen zur Hilfe. Black und Lupin, alte Schulfreunde von Harrys Vater James, versöhnen sich. Jeder glaubte von dem anderen, er sei der Spion Voldemorts. Sirius und Remus zwingen Krätze, sich in einen Menschen zurückzuverwandeln. Harry erfährt, dass in Wahrheit Peter Pettigrew alias Krätze ein heimlicher Anhänger Voldemorts ist. Er gehörte damals auch zum engen Freundeskreis der Potters. Pettigrew hat in seiner Eigenschaft als Geheimniswahrer den Aufenthaltsort von Harrys Eltern an Voldemort verraten. Der Verräter verstand es, Sirius Black, der ihn gestellt hatte, die Schuld an den Ereignissen rund um die Ermordung von Harrys Eltern in die Schuhe zu schieben. Harry verhindert schließlich, dass Sirius sich an Pettigrew rächt, um so Sirius’ Rehabilitation zu erreichen.
Die Karte des Rumtreibers erweist sich als ein „Jugendstreich“ jener vier ehemaligen Schulfreunde.
Auf dem Weg zurück ins Schloss verwandelt sich Lupin durch den Vollmond in einen Werwolf und kämpft mit Sirius, der seine Hundegestalt annimmt. In dem Durcheinander entkommt Pettigrew erneut. Sirius wird gefangen genommen und vorerst ins Schloss verbracht. Der Zaubereiminister beschließt, ihm von den Dementoren die Seele aussaugen zu lassen. Auf Dumbledores Ratschlag hin nutzen Harry und Hermine den Zeitumkehrer, um drei Stunden in der Zeit zurückzureisen. Sie retten zunächst Seidenschnabel vor seiner Hinrichtung und fliegen mit ihm zum Schloss, wo sie Sirius kurz vor der Ankunft der Dementoren befreien. Sirius Black flieht mit Seidenschnabel und bringt sich in Sicherheit.
Harry ist glücklich, in Sirius eine Art Vaterfigur gefunden zu haben, muss jedoch in den Ferien weiterhin bei den Dursleys leben, da Sirius – als vermeintlicher Verbrecher auf der Flucht – ihm kein Zuhause bieten kann. Er unterzeichnet jedoch als sein Pate die Erlaubnis, dass Harry künftig an den Ausflügen nach Hogsmeade teilnehmen darf.

## Ausgaben

### Englische Ausgaben
- Joanne K. Rowling: Harry Potter and the Prisoner of Azkaban. Bloomsbury Publishing, London 1999, ISBN 0-7475-4215-5. (Gebundene Ausgabe)
- Joanne K. Rowling: Harry Potter and the Prisoner of Azkaban. Bloomsbury Publishing, London 1999 / 2014, ISBN 978-1-4088-5567-6. (Taschenbuch-Ausgabe)

### Deutsche Ausgaben
- Joanne K. Rowling: Harry Potter und der Gefangene von Askaban. Carlsen Verlag, Hamburg 1999, ISBN 3-551-55169-3. (Gebundene Ausgabe) (2 Wochen lang im Jahr 2002 auf dem Platz 1 der Spiegel-Bestsellerliste)
- Joanne K. Rowling: Harry Potter und der Gefangene von Askaban. Carlsen Verlag, Hamburg 2001, ISBN 3-551-55210-X. (Gebundene Ausgabe für Erwachsene)
- Joanne K. Rowling: Harry Potter und der Gefangene von Askaban. Carlsen Verlag, Hamburg 2007, ISBN 3-551-35403-0. (Taschenbuch)
- Joanne K. Rowling: Harry Potter und der Gefangene von Askaban. Carlsen Verlag, Hamburg 2017, ISBN 978-3-551-55903-6. (Gebundene Ausgabe mit Illustrationen von Jim Kay)
- J. K. Rowling: Harry Potter und der Gefangene von Askaban. Carlsen Verlag, Hamburg 2018, ISBN 978-3-551-55743-8. (Gebundene Neuauflage zum 20. Jubiläum der deutschen Ausgaben)

### Hörbücher
- Joanne K. Rowling: Harry Potter und der Gefangene von Askaban. Der Hörverlag, München 2001, ISBN 3-89584-703-8. (Hörbuch, gelesen von Rufus Beck)